# Nabu-szarru-usur (gubernator Talmussu)
Nabu-szarru-usur lub Nabu-szarra-usur (akad.  Nabû-šarru-uṣur lub  Nabû-šarra-uṣur; w transliteracji z pisma klinowego zapisywane mdAG-MAN-PAB, mdPA-LUGAL-PAB i mdPA-MAN-PAB; tłum. „O Nabu, strzeż króla!”) – wysoki dostojnik, gubernator prowincji Talmussu za rządów asyryjskiego króla Adad-nirari III (810-783 p.n.e.); z asyryjskich list i kronik eponimów wiadomo, iż w 786 r. p.n.e. sprawował też urząd eponima (akad. limmu). 